# عرض البيع الفريد

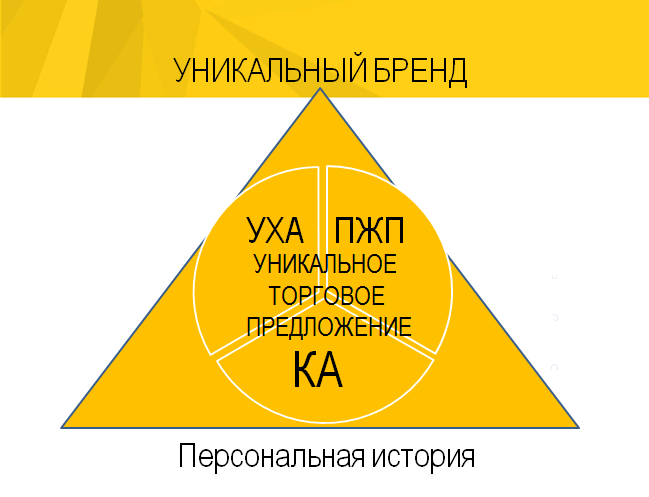

عرض البيع الفريد، أو نقطة البيع الفريدة (بالإنجليزية: Unique selling proposition، واختصارًا: USP) هي إستراتيجية تسويقية لتقديم عرض فريد للعملاء يقنعهم بتغيير العلامة التجارية. كان يُستخدم في الحملات الإعلانية الناجحة في أوائل أربعينيات القرن العشرين. ابتكر روسر ريفز، رائد الإعلان التلفزيوني من شركة تيد بيتس، المصطلح. اقترح ثيودور ليفيت، أستاذ في جامعة هارفارد للأعمال، أن «التميز من أهم الاستراتيجيات والنشاطات التكتيكية التي يجب على الشركات اتباعها دومًا». توسع المصطلح ليشمل «العلامة التجارية» الشخصية.

## التعريف
يشير مصطلح عرض البيع الفريد إلى الفائدة الفريدة التي تقدمها الشركة، أو الخدمة، أو المنتج، أو العلامة التجارية، والتي تمكنها من التميز عن المنافسين. يجب أن يكون عرض البيع الفريد ميزة تسلط الضوء على فوائد المنتج المهمة بالنسبة إلى المستهلكين.
يصف الدكتور جيمس بلايث العملية بقوله: «يتضمن عرض البيع الفريد خاصية المنتج التي تميزه عن المنافسين، وعادة ما تكون خاصية تقدم ميزات فريدة للمستهلك». يُعتبر تقديم عرض البيع الفريد عاملًا رئيسيًا في التمييز السلعي.
في كتاب واقع الإعلان (بالإنجليزية: Reality in Advertising)، يأسف ريفز لأن عرض البيع الفريد يُساء فهمه على نطاق واسع. حدد ثلاث قواعد رئيسية للإعلان يوجز أفكاره حول عرض البيع الفريد:
1. يجب أن يقدم كل إعلان عرضًا للزبون لا كلامًا فقط، لا يقدم مديحًا للمنتج أو إعلانًا على واجهات العرض. على كل إعلان أن يقول للقارئ: «اشترِ هذا المنتج، من أجل هذه الفائدة المحددة».
2. يجب أن لا يكون بمتناول المنافسين تقديم العرض نفسه. يجب أن يكون فريدًا، سواء أفي العلامة التجارية أم في ادعاء أن بقية الإعلانات لا تقدمه.
3. على العرض أن يكون قويًا بما يكفي لتحريك الجماهير. على سبيل المثال، جذب عملاء جدد بالإضافة إلى العملاء المحتملين.

## الأهمية
أصبح مفهوم عرض البيع الفريد أحد المناهج الثمانية الشاملة لعمليات التنفيذ الإبداعي في الإعلان. يُنصح باستخدام منهج عرض البيع الفريد عندما تشكل مستويات عالية من الابتكارات التكنولوجية فئة المنتج. يساعد عرض البيع الفريد الواضح المستهلكين على فهم الاختلافات -حتى غير الموجودة منها- بين عروضات العلامات التجارية في فئة ما، ومن الممكن أن يساعد المستهلكين أيضًا على تكوين موقف إيجابي تجاه علامة تجارية ما، ومن الممكن أن يساهم في النهاية أيضًا في زيادة مستويات تذكر العلامة التجارية.
بهدف تحديد طريقة عرض البيع الفريد المناسبة لأية علامة تجارية، على الباحثين إجراء أبحاث مكثفة حول الفئة والزبائن أيضًا. من المهم أن يكون بالإمكان تحديد مكان في السوق، وضمان أن الميزة شيء فريد، وأنها شيء ذو قيمة لدى العملاء المحتملين أيضًا. يحتاج الباعة أيضًا إلى محاولة بيع العلامة التجارية لأنفسهم أيضًا، ليعرفوا أنهم متحمسون لها وواثقون من نجاحها. يحتاج البائع إلى طريقة رئيسية يستخدمها عند محاولته بيع منتجه أو خدمته، وسيقدم تحديد هذه الطريقة قبل الشروع بالبيع المنفعة. يُعتبر الحصول على نقطة تميز فائدة رئيسية في الأسواق، إذ سينجذب العملاء إلى الشركة في حال قدمت شيئًا لا يملكه سواها. سواء أكانت الاختلافات طفيفة أم واضحة، يمكنها أن تكون القوة المحركة التي تؤكد اتخاذ المستهلك النهائي القرار المرغوب في اختيار منتج ما بدلًا من اختيار المنتجات المنافسة. هذا بالضبط ما يجب على كل شركة أن تبحثه سواء كانت خدمة توصيل منزلية أو طعام عضوي بالكامل في مطعم ما.[بحاجة لمصدر]